# Peč
Peč (deutsch Petschen) ist eine Gemeinde in Tschechien mit rund 440 Einwohnern. Sie befindet sich vier Kilometer südwestlich von Dačice und gehört zum Okres Jindřichův Hradec.

## Geographie

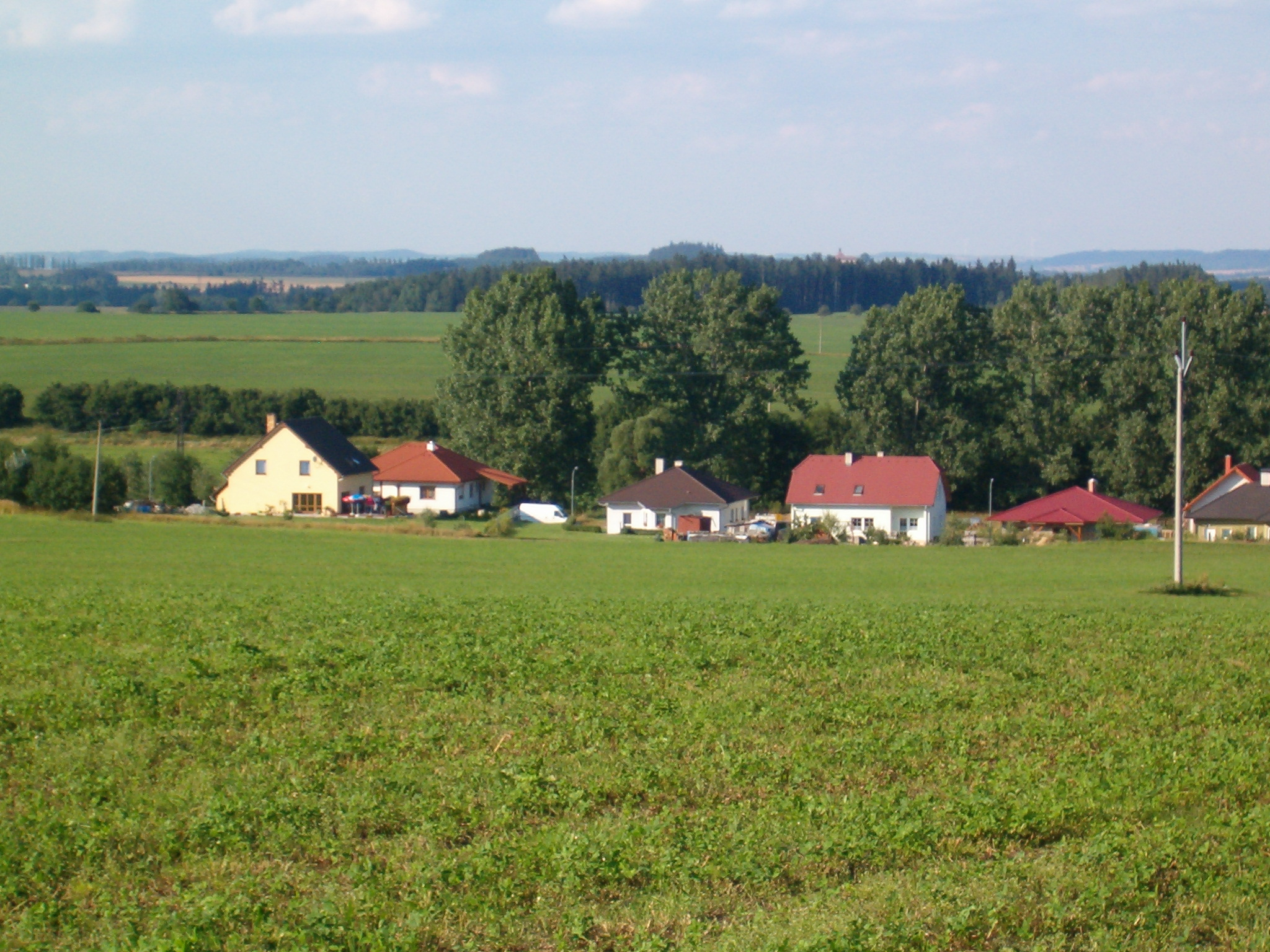
Peč

Peč befindet sich im Süden der Böhmisch-Mährischen Höhe am Lidéřovický potok, einem Zufluss der Mährischen Thaya. Durch den Ortsteil Urbaneč führt die Eisenbahn von Dačice nach Slavonice.
Nachbarorte sind Hostkovice im Norden, Toužín und Dačice im Nordosten, Urbaneč im Osten, Cizkrajov im Süden, Dolní Bolíkov und Nová Ves im Südwesten sowie Lidéřovice im Westen.

## Geschichte
Erstmals urkundlich erwähnt wurde das Dorf im Jahre 1349.

## Gemeindegliederung
Die Gemeinde Peč besteht aus den Ortsteilen Lidéřovice (Lidhersch), Peč (Petschen) und Urbaneč (Urbantsch), die zugleich auch Katastralbezirke bilden.

## Sehenswürdigkeiten
- Kirche St. Linhart in Lidéřovice, erbaut 1346–1349
- Kapelle in Peč
- Kapelle in Urbaneč